# Ullrich Wimmer
Ullrich Wimmer (* 22. Februar 1947 in Zittau) ist evangelischer Theologe. Er ist zudem Sammler und Experte für Mechanische Musikinstrumente mit dem Schwerpunkt Drehorgel.

## Leben
Ullrich Wimmer ist ein Sohn des Zahnarztes Friedrich Jericke-Wimmer (1918–1998) und seiner Frau, der Zahntechnikerin Gertraude Marianne Jericke-Wimmer, geb. Pohner (1922–2018). Er studierte Theologie und Philosophie in Wuppertal, Münster und Bonn. 1977 wurde er in Bonn mit einer Arbeit zur Pneumatologie magna cum laude promoviert. Die Arbeit wurde mit einem Preis der Bonner Universität ausgezeichnet. Von 1973 an war er wissenschaftlicher Assistent und Dozent für Theologiegeschichte an der Universität Köln, arbeitete wissenschaftlich in Basel, wechselte dann 1985 in ein Gemeindepfarramt in Waldbröl (Oberbergischer Kreis) und war von 1993 bis 2007 im Landeskirchenamt der Evangelischen Kirche im Rheinland in Düsseldorf als theologischer Dezernent mit dem Titel „Kirchenrat“ tätig. Wimmer veröffentlichte Aufsätze, Lexikonbeiträge und Monografien.
Seit den 1970er-Jahren sammelt er Mechanische Musikinstrumente mit dem Schwerpunkt Drehorgel. Er ist Mitglied relevanter Sammlervereinigungen im In- und Ausland, war bis 2022 Vorsitzender des international besetzten wissenschaftlichen Beirats der Gesellschaft für Selbstspielende  Musikinstrumente (GSM e. V.), ist seit  April 2023 Ehrenmitglied des Clubs Deutscher Drehorgelfreunde e. V. und schreibt in entsprechenden Fachjournalen wie dem Journal der Gesellschaft für Selbstspielende Musikinstrumente „Das Mechanische Musikinstrument“ oder der Zeitschrift des Clubs Deutscher Drehorgelfreunde Die Drehorgel zum Thema Mechanische Musik. Im Jahr 2000 erschien das Standardwerk zur Mechanischen Musik Alles andere als Alltag. Die heitere Welt der Mechanischen Musik, 2020 sein kulturgeschichtlich orientiertes Buch Leierkastenheiterkeit. Mechanische Musik und Mechanische Musikinstrumente.
Seit 2008 präsentiert er seine Sammlung historischer Mechanischer Musikinstrumente im Bergischen Drehorgelmuseum, dem Museum für Musikautomaten im Bergischen Land in Marienheide-Kempershöhe.
Wimmer hält wissenschaftliche und populäre Vortrage zum Thema Mechanische Musik und gibt Konzerte mit Mechanischen Musikinstrumenten, auch gemeinsam mit namhaften Organisten wie Andreas Meisner im  Altenberger Dom, Reinhold Richter in Rheindahlen oder Thorsten Pech (Wuppertal), beispielsweise im Rahmen des Internationalen Düsseldorfer Orgelfestivals (ido) 2017 und 2020.

## Publikationen
- Geistestheologie. Päffgen, Neuss 1978, ISBN 3-88371-000-8
- Blickpunkt Kirche. 2. Auflage. Presseverb. der EKiR, Düsseldorf 1996, ISBN 3-87645-153-1
- Alles andere als Alltag. Die heitere Welt der mechanischen Musik. Galunder, Nümbrecht-Elsenroth 2000, ISBN 3-931251-59-4
- Leierkastenheiterkeit. Mechanische Musik und Mechanische Musikinstrumente. Kulturhistorische, musik- und sozialgeschichtliche, auch poetische und prosaische Ausführungen zur musica mechanica, insbesondere zur Drehorgel. Mit Fotografien von Roland U. Neumann und anderen, Kamprad Verlag, Altenburg 2020, ISBN 978-3-95755-646-2